# Неманиця
Неманиця (біл. вёска Неманіца) — село в складі Борисовського району Мінської області, Білорусь. Село є адміністративним центром Неманицької сільської ради, розташоване в північно-східній частині області.